# Trochosa niveopilosa
Trochosa niveopilosa là một loài nhện trong họ Lycosidae.
Loài này thuộc chi Trochosa. Trochosa niveopilosa được Cândido Firmino de Mello-Leitão miêu tả năm 1938.